# Inteligência em cefalópodes

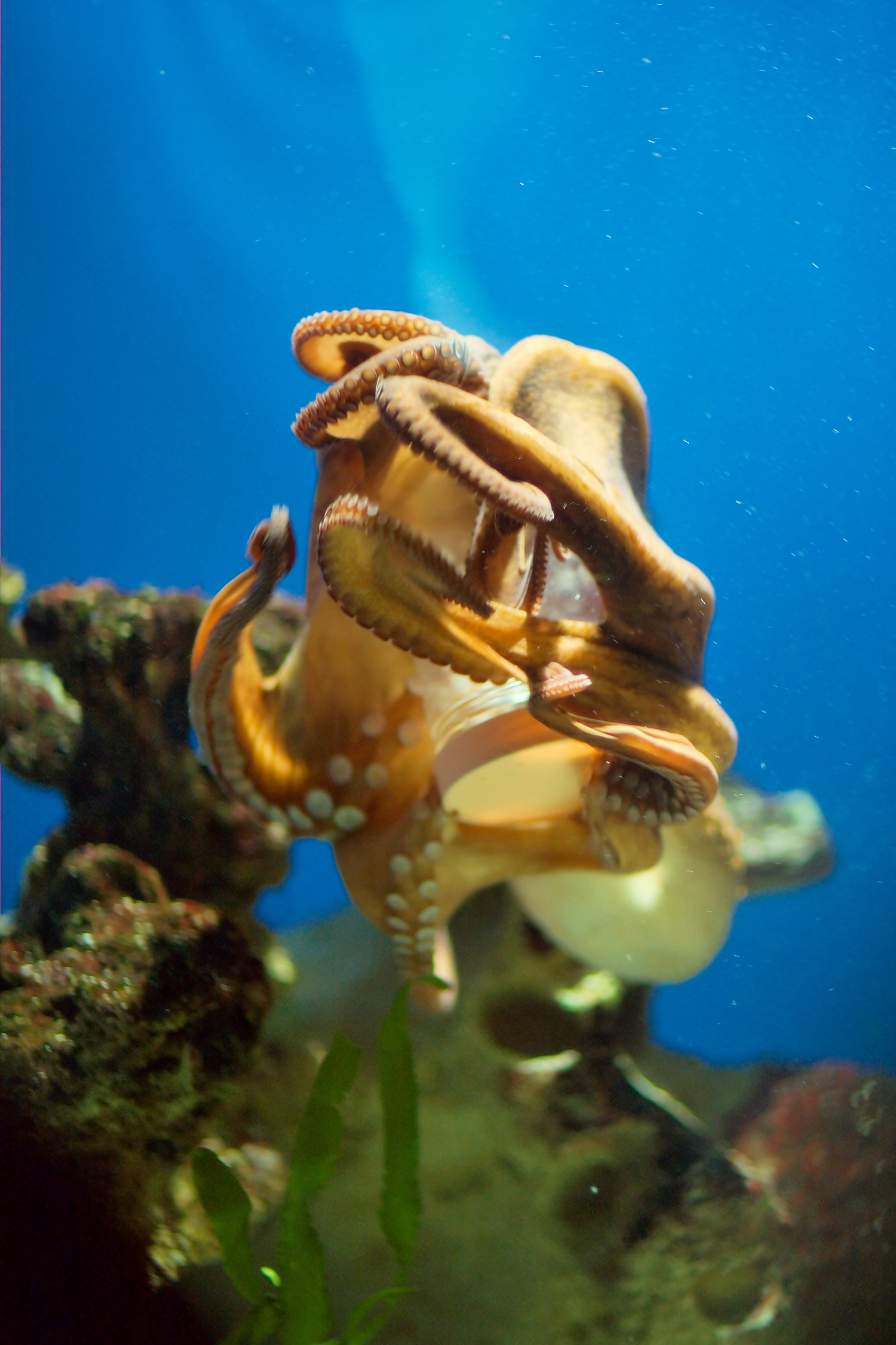
Polvo desrosqueando um recipiente tampado. Estudos indicam que parte da inteligência dos polvos está localizada em seus tentáculos.

Os estudos da inteligência em cefalópodes têm demonstrado que tais animais são dotados de um aparato cognitivo capaz de lhes propiciar diversas ações que podem ser compreendidas como sinais de inteligência.

## Estudos observacionais
Em março de 2005, pesquisadores da University of California, Berkeley publicaram um artigo na revista Science em que relataram que a espécie Amphioctopus marginatus tinha comportamento bípede. Esta é uma de duas espécies com esse comportamento, sendo que a outra é Abdopus aculeatus. De acordo com o artigo, este comportamento foi descoberto em Sulawesi, na Indonésia, onde o fundo do mar arenoso está coberto de cascas de coco. O movimento bípede parece imitar um coco flutuante.
Em pesquisa do Museu de Melbourne na Austrália, observou-se que a espécie utiliza pedaços de conchas como ferramenta para se proteger de possíveis ataques, caracterizando a primeira observação de uso de ferramentas por animais em invertebrados. A descoberta foi observada em Bali, também na Indonésia, entre os anos de 1998 e 2008, e foi publicada no jornal Current Biology em dezembro de 2009.
Os investigadores filmaram A. marginatus a pegar em cascas de coco deitadas ao mar, carregando-as por 20 m, e dispondo as cascas de forma a criar um esconderijo esférico. Apesar de polvos muitas vezes usarem objectos como abrigo, o comportamento sofisticado de A. marginatus quando seleccionam materiais, transportam e dispõem-nos, é bastante mais complexo. Os investigadores definem uma ferramenta como "um objecto transportado ou mantido para uso posterior" o que torna, de acordo com esta definição, o comportamento desta espécie como o primeiro uso de ferramentas documentado de um invertebrado.

## Polvo bom de palpite
No aquário Sea Life, na cidade alemã de Oberhausen, um polvo chamado Paul descobriu com 100% de acerto os palpites dos jogos da Alemanha. Para saber qual o palpite de Paul, os tratadores põem duas caixas de plástico com comida, sendo que uma tem a bandeira alemã e a outra com a do adversário. Os testes começaram em 2008 com o campeonato da Europa. Tratadores dizem que Paul é um animal extremamente curioso e inteligente. Tentamos mantê-lo ocupado diz uma responsável do aquário.